# ペルービアン・パグノーズド・ドッグ
ペルービアン・パグノーズド・ドッグ（英：Peruvian Pug-nosed Dog）は、ペルー原産の古代犬種のひとつである。

## 歴史など
本種の存在が初めて明らかになったのは1885年のことで、チャンカイの中央海岸地域の埋葬地で短吻種の犬の頭蓋骨が発掘されたことがきっかけである。この頭骨は驚くほど平らな（平面な）マズルを持ち、現代のペキニーズのような極端な獅子鼻であったことで話題となった。この頭蓋骨の発掘された場所の近くからはこの頭蓋骨の犬と思われるイラスト（壁画）や、11〜13世紀ごろに作られた陶製の像なども発掘された。
本種の一番の特徴である潰れた短吻の由来は、専門家の間で大きな議論を巻き起こした。短吻の犬種はもともと中国発祥で、且つ中国にしか存在しないと考えられており、どのようにして本種が生まれたのかさまざまな憶測がなされた。しかし、発見当初はどの仮説も証明するまでには至らなかった。
マズルの由来の仮説は中国の短吻愛玩犬種に由来する説、飼い主が自らマズルを潰していた説、突然変異によって誕生した独自の犬種である説などが挙げられた。長年に亘る綿密な調査により徐々に謎が解明されていき、最終的には突然変異で誕生した犬種であることが判明した。
最初に挙げられた中国の犬に由来するという仮説は、ペルー（インカ帝国）はスペイン人が侵略しに来るまで外部のものが入ってきたことはほとんど無く、ペキニーズやパグ、或いはその先祖のローツやハパ・ドッグ、オールド・パグなどのマズルが潰れた犬種が持ち込まれたという説は矛盾が多く否定された。更にペルーと中国はごく近年まで交流がほとんど無いということも指摘されており、且つ中国の短吻愛玩犬種は身分の高い人によってのみ籠愛され、簡単には外部に贈られることが無かった点もその要因のひとつである。特に近代までペキニーズは皇族によってのみ飼育され、外部に漏らした（輸出した）者は死刑に処せられたことで有名である。
飼い主自身がマズルを潰したという説は、最も早く棄説された。犬の噛み合わせを意図的に固定して不正咬合を作り出すことは可能であるが、それによってマズルが大きく潰れたり短くなることは無かったためである。
今日最も信用されている説は突然変異によって誕生した独自の犬種であるという説である。この説は突然変異よって自然に生まれたマズルの潰れた犬を神聖で稀有なものであると見なし、それを基礎犬として繁殖を行って特徴を固定させ、犬種として確立したという説である。このため、本種は外部とのかかわりが無く自然発生・作出された犬種であると考えられている。
主に本種は神聖な愛玩犬、及び特殊な儀式の際の生け贄として調理されるのに使われていたと見られている。又、主人の死後に棺に一緒に埋葬された可能性もあるが、これは主人を導くためのものなのか、死後の長旅に備える食料として埋葬されたものなのかはよく分かっていない。
現在本種は現存せず、謎が多く残っている古代犬種である。

## 特徴
発見された頭蓋骨やイラスト、像などをもとに復元されたその姿は、やや特異である。犬種名にもなっているマズルはペキニーズやパグ、ブルドッグなどのように完全に潰れていて、額にはしわがよっていた。体格は太く、脚は短い。耳は立ち耳、尾は短い垂れ尾。コートはスムースコートで、毛色は黄色がかったホワイトをベースとして、有色の濃い斑が入ったもの。サイズは小型犬並みであったと推定されている。